# Ero lizae
Ero lizae (лат.) — вид пауков рода Ero из семейства миметиды (Mimetidae). Остров Святой Елены в Атлантическом океане (15°58′15.5″ S, 5°42′11.6″ W; на высоте 221 м, Peaks National Park).

## Этимология
Видовой эпитет E. lizae дан в честь специалиста по охране природы острова Святой Елены Лизы Фаулер (Liza Fowler; Saint Helena National Trust) в знак признания её более чем десятилетнего вклада в защиту эндемичных беспозвоночных на острове, а также за её помощь во время работы экспедиции старшего автора на остров Святой Елены.

## Описание
Длина головогруди около 5 мм, ноги около 1 см. Основная окраска коричневая; опистосома коричневая с чёрными и кремовыми пятнами в задней половине. От близких видов отличается на основании наличия двух крупных шиповидных выступов на верхне-задней части опистосомы (у других видов этих выступов нет). От самца E. aphana отличается морфологией пальп, у которых вентральная лопасть вдвое длиннее дорсальных расширений, а нижнее дорсальное расширение чуть больше половины длины верхнего дорсального расширения.